# 941 Murray
941 Murray је астероид главног астероидног појаса чија средња удаљеност од Сунца износи 2,785 астрономских јединица (АЈ). 
Апсолутна магнитуда астероида је 11,55 а геометријски албедо 0,035.